# Беокка из Чертси
Беокка (англ. Beocca; убит в 870) — священномученик, игумен из Чертси, святой Римско-католической церкви. День памяти 10 апреля.
Армия захватчиков-датчан разрушила монастыри в Чертси и в Баркинге, основанные св. Эрконвальдом для себя и своей сестры св. Этельбурги. Все монахини из Баркинга были убиты. Как сообщает Вильям Мальмсберийский, в Чертси были убиты девяносто монахов, а также их игумен, святой Беокка, и священник, святой Хетор.